# Poliammina ossidasi
La poliammina ossidasi è un enzima appartenente alla classe delle ossidoreduttasi, che catalizza la seguente reazione:
N1-acetilspermina + O2 + H2O ⇄ N1-acetilspermidina + 3-amminopropanale + H2O2
L'enzima è una flavoproteina che ha bisogno di Fe2+. Agisce anche sulla N1-acetilspermidina e sulla N1,N12-diacetilspermina.